# Meijome
Meijome (oficialmente Santiago de Méixome) es una parroquia española del municipio de Lalín, perteneciente a la provincia de Pontevedra, en la comunidad autónoma de Galicia.

## Historia
Hacia mediados del siglo XIX, el lugar, ya por entonces perteneciente a Lalín, tenía contabilizada una población de 140 habitantes. Aparece descrito en el undécimo volumen del Diccionario geográfico-estadístico-histórico de España y sus posesiones de Ultramar de Pascual Madoz con las siguientes palabras:

MEIJOME (Santiago): felig. en la prov. de Pontevedra (9 1/2 leg.), part. jud. y ayunt. de Lalin (1 1/2), dióc. de Lugo (11): sit. en la falda occidental del monte Carrio, con libre ventilacion, y clima sano. Tiene unas 28 casas distribuidas en las ald. de Castiñeiro, Castro, Mato, Meijome y Requeijo. La igl. parr. (Santiago) de la cual es aneja la de San Adriano de Madriñan, se halla servida por un cura de primer ascenso y patronato lego. Confina el térm. N. Anzo; E. Bermés; S. Noceda, y O. el anejo. El terreno es montuoso y fértil; le cruza el riach. Lamas, que va á depositar sus aguas en el r. Deza. Los caminos son locales y malos: el correo se recibe en la cap. del part. prod.: cereales, legumbres, hortaliza y algunas frutas; habiendo abundancia de buenos pastos para la cria del ganado vacuno, mular y lanar; caza de varias clases y animales dañinos. pobl,.: 28 vec., 140 alm. contr. con su ayunt. (V.)
(Madoz, 1848, p. 353)

En 2022, tenía empadronados 115 habitantes.